# Mondelange
Mondelange (Duits: Mondelingen) is een gemeente in het Franse departement Moselle in de regio Grand Est). De plaats maakt deel uit van het arrondissement Thionville. De gemeente telde 5.739 inwoners op 1 januari 2022.

## Geografie
De oppervlakte van Mondelange bedraagt 4,1 vierkante kilometer; Op 1 januari 2022 was de bevolkingsdichtheid 1.399,8 inwoners per km².

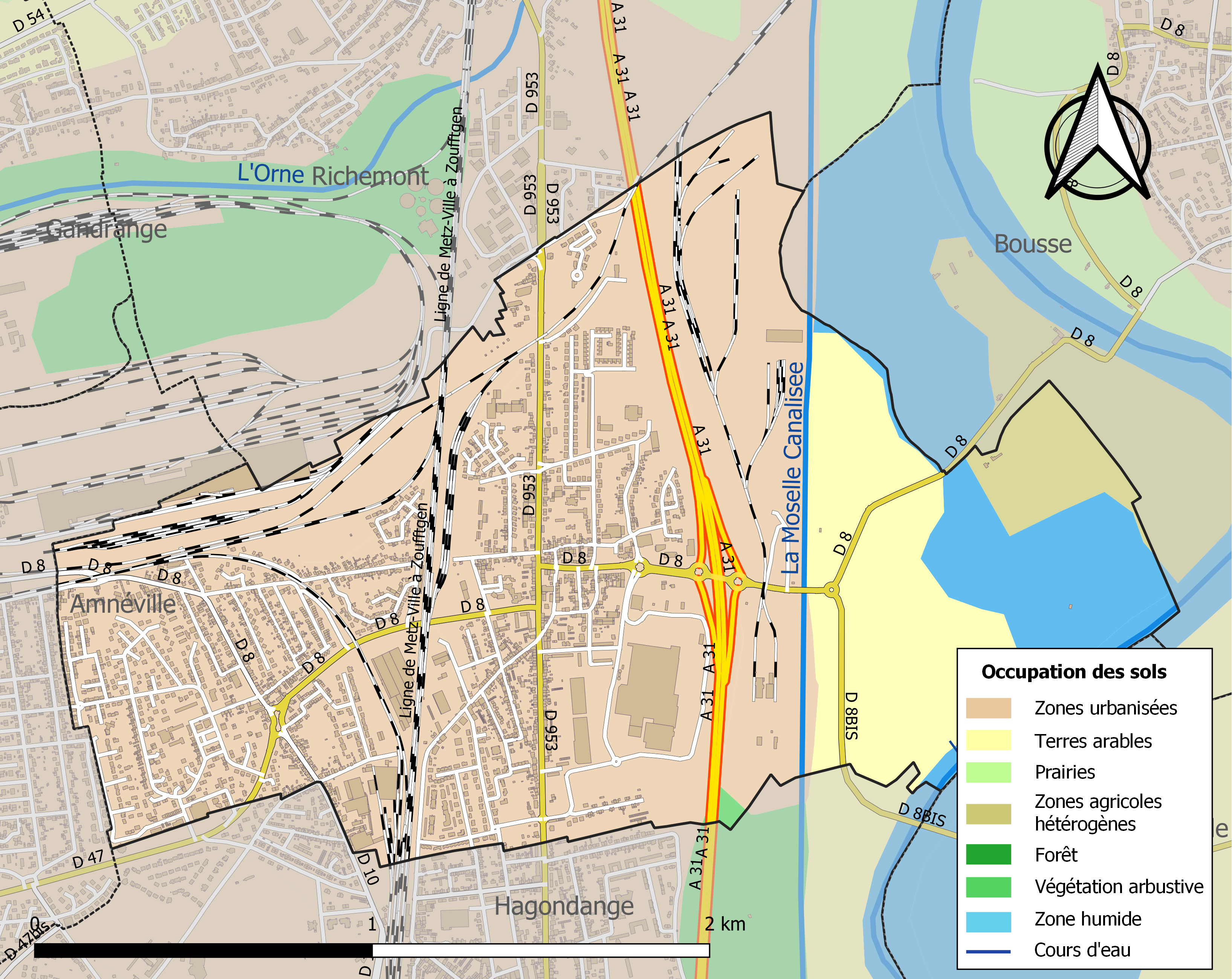
Kaart van de gemeente met de belangrijkste infrastructuur, bodemgebruik en omliggende gemeenten

## Demografie
Onderstaande figuur toont het verloop van het inwonertal.
Fameck · Florange · Mondelange · Richemont · Uckange